# 亨里克·尼尔森
亨里克·尼尔森（挪威語：Henrik Nielsen，1886年11月3日—1973年8月8日），挪威男子竞技体操运动员。他曾代表挪威获得1920年夏季奥运会体操比赛男子团体自由式银牌。他于1973年在卑尔根去世。